# トレト・ユーイ
トレト・コンラッド・ユーイ（Treat Conrad Huey、1985年8月28日 - ）は、フィリピンの男子テニス選手。アメリカ合衆国のワシントンD.C.出身。ATPシングルスの自己最高ランキングは689位だが、ダブルスは20位である。これまでにATPツアーでダブルス7勝を挙げている。デビスカップフィリピン代表にも選ばれている。

## 来歴
ユーイは2008年にプロに転向。シングルスにはほとんど出場せず、ダブルスのスペシャリストとして活動している。
2011年7月のロサンゼルス大会でソムデブ・デバルマンと組み初めてツアー決勝に進出したが、グザビエ・マリス/マーク・ノールズ組に6–7(3), 6–7(10)で敗れた。

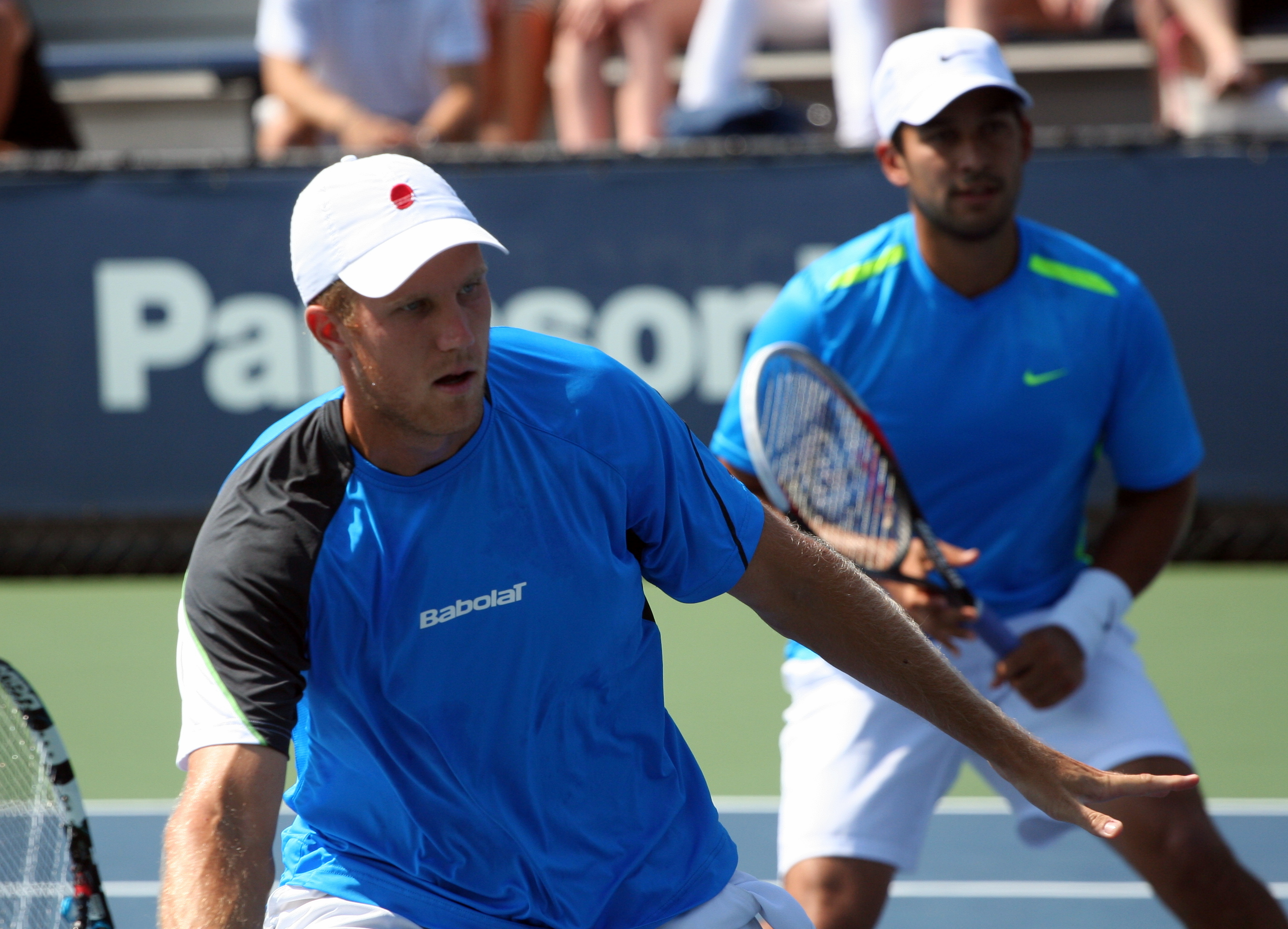
トレト・ユーイとドミニク・イングロット

2012年4月の全米男子クレーコート選手権のダブルスでドミニク・イングロットと組み2度目のツアーダブルスの決勝に進出したがジェームズ・ブレーク/サム・クエリー組に6–7(14), 4–6で敗れた。
2012年8月のシティ・オープンのダブルスでドミニク・イングロットと組みケビン・アンダーソン/サム・クエリー組に7–6(5), 6–7(7), [10–5]で勝利しツアー初優勝を果たした。
4大大会のダブルスでは2013年全米オープンでベスト8に進出している。

## ATPツアー決勝進出結果

### ダブルス: 16回 (7勝9敗)
| 結果   | No. | 決勝日         | 大会                   | サーフェス    | パートナー             | 対戦相手                                                  | スコア                 |
| ------ | --- | -------------- | ---------------------- | ------------- | ---------------------- | --------------------------------------------------------- | ---------------------- |
| 準優勝 | 1.  | 2011年7月31日  | ロサンゼルス           | ハード        | ソムデブ・デバルマン   | グザビエ・マリス マーク・ノールズ                         | 6–7(3), 6–7(10)        |
| 準優勝 | 2.  | 2012年4月15日  | ヒューストン           | クレー        | ドミニク・イングロット | ジェームズ・ブレーク サム・クエリー                       | 6–7(14), 4–6           |
| 準優勝 | 3.  | 2012年6月17日  | ハレ                   | 芝            | スコット・リプスキー   | アイサム＝ウル＝ハク・クレシ ジャン＝ジュリアン・ロイヤー | 3–6, 4–6               |
| 優勝   | 1.  | 2012年8月5日   | ワシントンD.C.         | ハード        | ドミニク・イングロット | ケビン・アンダーソン サム・クエリー                       | 7–6(5), 6–7(7), [10–5] |
| 準優勝 | 4.  | 2012年10月28日 | バーゼル               | ハード (室内) | ドミニク・イングロット | ダニエル・ネスター ネナド・ジモニッチ                     | 5-7, 7–6(4), [5-10]    |
| 準優勝 | 5.  | 2013年3月16日  | インディアンウェルズ   | ハード        | イェジ・ヤノヴィッツ   | ボブ・ブライアン マイク・ブライアン                       | 3–6, 6–3, [6–10]       |
| 準優勝 | 6.  | 2013年5月25日  | デュッセルドルフ       | クレー        | ドミニク・イングロット | アンドレ・ベーゲマン マルティン・エメリッヒ               | 5–7, 2–6               |
| 準優勝 | 7.  | 2013年8月24日  | ウィンストン・セーラム | ハード        | ドミニク・イングロット | ダニエル・ネスター リーンダー・パエス                     | 6–7(10), 5–7           |
| 優勝   | 2.  | 2013年10月27日 | バーゼル               | ハード (室内) | ドミニク・イングロット | ユリアン・ノール オリバー・マラチ                         | 6–3, 3–6, [10–4]       |
| 優勝   | 3.  | 2014年6月20日  | イーストボーン         | 芝            | ドミニク・イングロット | アレクサンダー・ペヤ ブルーノ・ソアレス                   | 7-5, 5-7, [10-8]       |
| 準優勝 | 8.  | 2014年10月19日 | ストックホルム         | ハード (室内) | ジャック・ソック       | エリック・バトラック レイベン・クラッセン                 | 4–6, 3–6               |
| 準優勝 | 9.  | 2015年4月12日  | ヒューストン           | クレー        | スコット・リプスキー   | リチャルダス・ベランキス ティムラズ・ガバシュビリ         | 4–6, 4–6               |
| 優勝   | 4.  | 2015年5月3日   | エストリル             | クレー        | スコット・リプスキー   | マルク・ロペス ダビド・マレーロ                           | 6–1, 6–4               |
| 優勝   | 5.  | 2015年9月27日  | サンクトペテルブルク   | ハード (室内) | ヘンリ・コンティネン   | ユリアン・ノール アレクサンダー・ペヤ                     | 7–5, 6–3               |
| 優勝   | 6.  | 2015年10月4日  | クアラルンプール       | ハード (室内) | ヘンリ・コンティネン   | レイベン・クラッセン ラジーブ・ラム                       | 7–6(4), 6–2            |
| 優勝   | 7.  | 2016年2月27日  | アカプルコ             | ハード        | マックス・ミルヌイ     | フィリップ・ペッシュナー アレクサンダー・ペヤ             | 7–6(5), 6–3            |